# Günter Mayer (Theologe)
Günter Mayer (* 6. April 1936 in Pirmasens; † 29. Dezember 2004 in Zornheim) war ein deutscher Judaist und evangelischer Theologe.

## Leben
Mayer wuchs in Neustadt an der Weinstraße auf. Nach seinem Abitur am dortigen Humanistischen Gymnasium 1955 studierte er Evangelische Theologie und Judaistik an der Johannes Gutenberg-Universität in Mainz, u. a. bei Eugen Ludwig Rapp. Nach seinem ersten theologischen Examen wurde er 1960 zum Dr. theol. promoviert mit einer Arbeit über den Mischnatraktat Para. 
Mayers Ordination als Vikar der Pfälzischen Landeskirche erfolgte 1961 in Landau, anschließend war er bei Gemeinden in Bellheim und Haßloch eingesetzt. Die zweite theologische Prüfung legte er 1964 in Speyer ab; am 1. April 1965 wurde er zum evangelischen Pfarrer ordiniert. Parallel dazu war er bereits ab 1962 wissenschaftlicher Assistent bei Karl Heinrich Rengstorf an der Universität Münster in Westfalen. Dort habilitierte sich Mayer 1970 mit einer Schrift zum Thema Tradition und Interpretation im rabbinischen Recht dargestellt am Toseftatraktat Kil'ajim. 
Noch zum Ende desselben Jahres ließ er sich als Privatdozent an die Evangelisch-Theologische Fakultät der Universität Mainz umhabilitieren, wo er 1972 zum Wissenschaftlichen Rat und Professor für Judaistik ernannt wurde. Dort trat die Nachfolge seines Doktorvaters Eugen Ludwig Rapp an. Sein Status wurde 1995 zu einer C3-Professur aufgewertet. Zum Ende des Sommersemesters 2001 wurde Mayer emeritiert.

## Werke
- Para (Die rote Kuh). (Die Mischna: Text, Übersetzung und ausführliche Erklärung mit eingehender geschichtlicher und sprachlicher Einleitung und textkritischem Anhang VI 4), Berlin u. a. 1964.
- Aspekte des Abrahambildes in der hellenistisch-jüdischen Literatur, in: Evangelische Theologie 23 (1972), S. 118–127.
- Ein Zaun um die Tora: Tradition und Interpretation im Rabbinischen Recht dargestellt am Toseftatraktat Kil'ajim (Studia Delitzschiana 15). Stuttgart u. a. 1973.
- Die Funktion der Gebete in den alttestamentlichen Apokryphen, in: Theokratia 2. Leiden 1973, S. 16–25.
- Art. Gott: Nachbiblisches Judentum, in: Historisches Wörterbuch der Philosophie 3 (1974), S. 729–735.
- Index Philoneus. Berlin u. a. 1974.
- Art. דבר, in: Theologisches Wörterbuch zum Alten Testament 2 (1974), Sp. 133–135.
- Art. Gesetz: die religiöse und theologische Bedeutung des Gesetz-Begriffs, in: Historisches Wörterbuch der Philosophie 3 (1974), S. 494–499.
- Jüdische Schriften aus hellenistisch-römischer Zeit (Sammelrezension), in: Theologische Rundschau 40 (1975), S. 283–287.
- Der „Fels“. Ein Beitrag zur christlich-jüdischen Auseinandersetzung im 3./4. Jahrhundert, in: B. Benzing u. a. (Hg.), Wort und Wirklichkeit, Bd. 1, Meisenheim am Glan 1976, S. 127–131.
- Zur jüdisch-hellenistischen Literatur (Sammelrezension), in: Theologische Rundschau 44 (1979), S. 197–226.
- Zur jüdisch-hellenistischen Literatur (Sammelrezension), in: Theologische Rundschau 45 (1980), S. 226–244.
- Art. יכח, in: Theologisches Wörterbuch zum Alten Testament 3 (1982), Sp. 620–628.
- Art. כסף, in: Theologisches Wörterbuch zum Alten Testament 4 (1984), Sp. 283–297.
- Neue Standardwerke zur jüdisch-hellenistischen Literatur (Sammelrezension), in: Theologische Rundschau 48 (1983), S. 305–319.
- Art. סכּוֹ, in: Theologisches Wörterbuch zum Alten Testament 4 (1984), Sp. 107–111.
- Art. נזר, in: Theologisches Wörterbuch zum Alten Testament 5 (1986), Sp. 329–334.
- Rabbinica (Sammelrezension), in: Theologische Rundschau 51 (1986), S. 231–238.
- Zur Sozialisation des Kindes und Jugendlichen im antiken Judentum, in: J. Martin (Hg.), Zur Sozialgeschichte der Kindheit. München u. a. 1986, S. 365–389.
- Die jüdische Frau in der hellenistisch-römischen Antike. Stuttgart u. a. 1987.
- Art. Josephus Flavius, in: Theologische Realenzyklopädie 17 (1988), S. 258–264.
- Art. Jüdische Philosophie, in: Evangelisches Kirchenlexikon 2 (1989), Sp. 872–881.
- Zur jüdischen Geschichte (Sammelrezension), in: Theologische Rundschau 55 (1990), S. 1–20.
- Art. Midrasch/Midraschim, in: Theologische Realenzyklopädie 22 (1992), S. 734–743.
- Art. Mischna, in: Theologische Realenzyklopädie 23 (1993), S. 13–18.
- Die herrscherliche Titulatur Gottes bei Philo von Alexandria, in: Koch, Dietrich-Alex (Hg.), Begegnungen zwischen Christentum und Judentum in Antike und Mittelalter. Göttingen 1993, S. 293–302.
- Literatur zum klassischen Judentum (Sammelrezension), in: Theologische Rundschau 58 (1993), S. 265–292.
- (Hg.): Das Judentum (Die Religionen der Menschheit 27). Stuttgart u. a. 1994.
- Erziehung und Schule im antiken Judentum, in: Forschungsmagazin der Johannes Gutenberg-Universität Mainz 11/1 (1995), S. 4–13.
- Art. Schmidt, Karl-Ludwig, in: Supplement au Dictionnaire de la Bible 12 (1996), Sp. 231–232.
- Die Tosefta. - Übersetzung und Erklärung. Band 1. Seder Zeraim. Teil 2. Terumot – Orla. Rabbinische Texte. Reihe 1. Stuttgart u. a. 1997.
- Neuere Judaica (Sammelrezension), in: Theologische Rundschau 62 (1997), S. 351–367.
- Rezension von: Nathan Schur, History of the Samaritans, in: Theologische Rundschau 62 (1997), S. 341.
- Die Tosefta. - Übersetzung und Erklärung. Band 1. Seder Zeraim. Teil 3. Kilajim – Maaser rischon. Rabbinische Texte. Reihe 1. Stuttgart u. a. 1998.
- Rezension von: Christine Hezser, The Social Structure of the Rabbinic Movement in Roman Palestine, in: Theologische Rundschau 64 (1999), S. 106–108.
- Die Tosefta. - Übersetzung und Erklärung. Band 1. Seder Zeraim. Teil 4. Maaser scheni – Ḥalla – Bikkurim. Rabbinische Texte. Reihe 1. Stuttgart u. a. 2001.
- Die Tosefta. - Übersetzung und Erklärung. Band 2. Seder Moëd. Teil 4. Taanijjot. Rabbinische Texte. Reihe 1. Stuttgart u. a. 2002.
- Die Tosefta. - Übersetzung und Erklärung. Band 2. Seder Moëd. Teil 5. Reijja. Rabbinische Texte. Reihe 1. Stuttgart u. a. 2004.
- mit Michael Tilly: Lebensform und Lebensnorm im Antiken Judentum. Untersuchungen zur jüdischen Religionssoziologie und Theologie in hellenistisch-römischer Zeit (= Deuterocanonical and cognate literature studies. Band 30). Walter de Gruyter, Berlin/Boston 2015, ISBN 978-3-11-041590-2.